# Калебовац
Калебовац је насељено мјесто у Лици, у општини Плитвичка Језера, Личко-сењска жупанија, Република Хрватска.

## Географија
Калебовац је удаљен мање од 1 км јужно од Коренице на државном путу према Госпићу.

## Историја
Калебовац се од распада Југославије до августа 1995. године налазио у Републици Српској Крајини. До територијалне реорганизације у Хрватској насеље се налазило у саставу бивше велике општине Кореница.

## Становништво
Према попису из 1991. године, насеље Калебовац је имало 58 становника, међу којима је било 54 Срба, 2 Југословена и 2 осталих. Према попису становништва из 2001. године, Калебовац је имао 48 становника. Према попису становништва из 2011. године, насеље Калебовац је имало 35 становника.
| Националност       | 1991. | 1981. | 1971. | 1961. |
| Срби               | 54    | 54    | 158   | 125   |
| Југословени        | 2     | 3     | 3     |       |
| Хрвати             |       |       |       | 2     |
| остали и непознато | 2     |       |       |       |
| Укупно             | 58    | 57    | 161   | 127   |

| Демографија | Демографија | Демографија |
| Година      | Становника  | Становника  |
| ----------- | ----------- | ----------- |
| 1961.       | 127         |             |
| 1971.       | 161         |             |
| 1981.       | 57          |             |
| 1991.       | 58          |             |
| 2001.       | 48          |             |
| 2011.       |             | 35          |